# 神永東吾
神永 東吾（かみなが とうご、1984年3月24日 - ）は日本で活動するミュージカル俳優である。大韓民国の全羅南道光州市(現･光州広域市)出身で現在は日本在住。劇団四季所属。

## 来歴
クリスチャンの家庭で育ち、経済の大学在学中に兵役のため2年間従軍する。復員後はソウル芸術大学を受験し、3年生の時に劇団四季の研修団に参加し2009年7月に来日した。同年9月に劇団四季オーディションを受け翌10月に合格した。2010年3月22日に開幕したエクウス東京公演の馬役で初舞台に出演し、その後はジーザス・クライスト・スーパースターのジーザス役やなど主要な役柄を多く演じている。

## 主な出演作品
- エクウス（2010年馬）
- ハムレット（2010年アンサンブル）
- 劇団四季ソング&ダンス The Spirit（2012年ヴォーカルパート）
- ジーザス・クライスト・スーパースター（2011年アンサンブル、2011年ペテロ、2012年、2014年、2018年、2019年　2023　ジーザス）
- ガンバの大冒険（2012年　シジン）
- 劇団四季ソング&ダンス60 感謝の花束（2014年　ヴォーカルパート）
- リトルマーメイド（2014年　エリック）
- ウェストサイド物語（2016年　トニー）
- オペラ座の怪人 (2017年 ラウル)
- 恋におちたシェイクスピア (劇団四季)(2018年 ネッド・アレン)
- キャッツ(2020年 ラム・タム・タガー)
- アナと雪の女王(2021年 クリストフ)
- ノートルダムの鐘(2022年 フィーバス)
- バック・トゥ・ザ・フューチャー（2025年 ビフ）※出演候補キャスト